# پنومونی ائوزینوفیلی حاد
پنومونی ائوزینوفیلی حاد (انگلیسی: Acute eosinophilic pneumonia) نوعی پنومونی ائوزینوفیلی با شروع ناگهانی است که در اثر تجمع ائوزینوفیل‌ها (یکی از انوع گلبول‌های سفید) در ریه‌ها ایجاد می‌شود.
با آنکه دلیل اصلی این بیماری نامشخص است، اما ممکن است دلایل دارویی داشته، یا با مصرف تنباکو مرتبط باشد.
این بیماری با تجویز کورتیکواستروئید درمان می‌شود و پیش‌آگهی خوبی دارد.